# Erfgoed Nederland
Erfgoed Nederland was een Nederlandse stichting en informatiecentrum voornamelijk gericht op het behoud van het Nederlands cultureel erfgoed. 
De stichting zetelde in Amsterdam en was op 1 januari 2007 ontstaan uit het samengaan van het Nationaal Contact Monumenten (NCM), de Stichting voor de Nederlandse Archeologie (SNA), de erfgoedkoepel voor de Documentaire informatievoorziening en het archiefwezen (DIVA), en Erfgoed Actueel. Erfgoed Nederland zette zich in voor een betere maatschappelijke positie voor cultureel erfgoed, een groter belang van en meer betekenis voor cultureel erfgoed als geheel en ondersteuning van archeologie, archieven, monumenten en musea. 
De instelling ontving rechtstreeks subsidie van het Ministerie van Onderwijs en financiering uit projecten en incidentele activiteiten. Directeur was Richard Hermans. De stichting kende onder meer afdelingen voor publicaties, evenementen en een expertisecentrum. Erfgoed Nederland achtte het een belangrijke taak erfgoededucatie een betere plaats te geven binnen erfgoedinstellingen. Het bevorderen van deskundigheid van erfgoedinstellingen op educatief gebied stond daarbij centraal. De stichting richtte zich daarbij op de volgende punten:
- onderzoek naar erfgoededucatie om dit te stimuleren
- ondersteunen van betrokken instellingen in het educatieve proces
- stimuleren theorievorming en kennisdeling van erfgoededucatie
- opzetten van deskundigheidsprogramma's

Erfgoed Nederland werd als gevolg van de stopzetting van rijkssubsidie in 2012 opgeheven. Na vertrek uit het monumentale pand aan de Herengracht in Amsterdam werd niet-afgevoerd afval door onbekenden in brand gestoken. Daarbij raakte de gevel van het pand beschadigd.